# Gesze

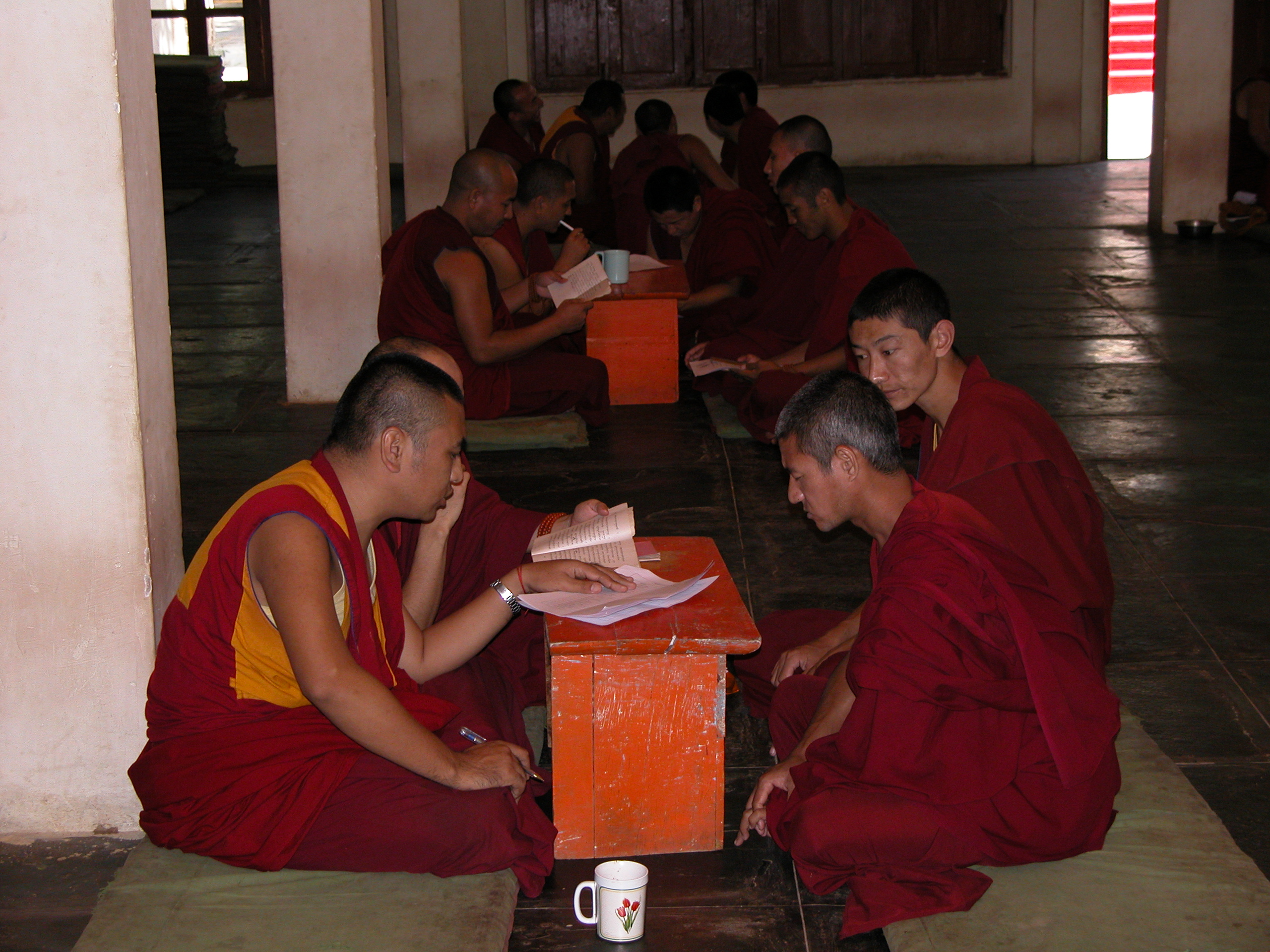
Mnisi uczący się do egzaminu na gesze

Gesze (tyb.: དགེ༌བཤེས༌, wylie: dge bshes, ZWPY: geshe; skrót od dge-ba’i bshes-gnyen, będącego tłumaczeniem sanskryckiego określenia kalyanamitra, dosłownie „szlachetny przyjaciel”; chiń.: 格西, pinyin: Géxī) – tytuł naukowy nadawany mnichom w szkołach gelug, sakja i bon buddyzmu tybetańskiego.
W szkole gelug, w której jest szczególnie ceniony, odpowiada z grubsza zachodniemu doktoratowi.
Dzieli się na cztery stopnie: dorampy, kaczu,
cogrampy i lharampy.
Przyznaje się go na podstawie wyników uzyskanych przez kandydata w ustnym egzaminie, mającym formę debaty. Jak dotąd uzyskało go jedynie kilka osób spoza tybetańskiego kręgu kulturowego.
Szkoła sakja wyróżnia trzy stopnie tego tytułu: gaszipa, gaczupa oraz rabdziampa. Uzyskanie tego ostatniego uprawnia do studiowania praktyk tantrycznych.
W tradycji bon student zdobywa możliwość starania się o tytuł gesze po około ośmiu latach edukacji.
Jego nadawanie na terenie Tybetu zostało zakazane przez władze chińskie w 1959 jako przesąd i feudalna praktyka. Dzięki staraniom X Panczenlamy zarządzenie zabraniające przyznawania tego tytułu zostało zniesione w latach 80. i ponownie przywrócone po serii manifestacji niepodległościowych w kraju. Po raz kolejny zezwolono na egzaminy akademickie w lipcu 2004. Ich nadzorowaniem zajmuje się ława 16 buddów i znawców buddyzmu tybetańskiego.